# Sita Buzăului
Sita Buzăului (in ungherese Szitabodza) è un comune della Romania di 4 827 abitanti, ubicato nel distretto di Covasna, nella regione storica della Transilvania.
Il comune è formato dall'unione di 4 villaggi: Crasna, Merișor, Sita Buzăului, Zăbrătău.